# Dannemora (by), New York
Dannemora är en by, till större delen belägen i Dannemora kommun i Clinton County, New York. Folkmängden uppmättes 2010 till 3 936 invånare. Orten namngavs efter Dannemora i Sverige, en plats känd för sin järnindustri, varifrån tidiga bosättare kom. 
Dannemora by har till viss del kommunalt självstyre (village). Större delen tillhör administrativt Dannemora kommun, men södra delen ingår i Saranacs kommun. Primär- och sekundärutbildning sköts av Saranac Central School System.

## Historia
Dannemora by inkorporerades 1901. Permanent bosättning hade börjat 1838. Ekonomin baserades på gruvindustri och järnindustri från 1843.  
Clinton Prison (numera Clinton Correctional Facility) invigdes 1845, och fångarna fick arbeta i järnindustrin. Fängelset är ett av de större i delstaten, och ett högsäkerhetsfängelse. Åren 1900–1972 fanns här också Dannemora Hospital for the Criminally Insane (även känt under andra namn).

### Fotnoter
1. ↑  United States Census Bureau, 2010 U.S. Gazetteer Files, United States Census Bureau, 2010, läst: 9 juli 2020.[källa från Wikidata]
2. ↑  United States Census Bureau (red.), USA:s folkräkning 2020, läs online, läst: 1 januari 2022.[källa från Wikidata]
3. ↑  http://www.hosserudkullen.se/forskning/dannemora_se.html